# سمندرهای بدوی
سمندرهای بدوی (نام علمی: Cryptobranchoidea) نام یک زیرراسته از راسته سمندرسانان است.